# Клуз ПС-11
Клуз ПС-11 је спортски падобран типа „крило”. Тежак је 10 kg и има размах од 6,16 метара. Производио се у фабрици Фрањо Клуз у Инђији (од 1951. у Београду).

## Опис
Сагледавајући потребе југословенске авијације Команда ваздухопловства је 1933. године расписала конкурс за производњу пилотских падобрана. На основу резултата испитивања фабрика падобрана „Кнебл и Дитрих” из Инђије (основана 1923. за производњу летачких одела и опреме) је од 1934. производила падобране по лиценци америчког произвођача „Ирвин” („Irwin”). У то време био је то најмодернији падобран на свету и произвођен је у три верзије: седећи (за пилоте), крилни (за извиђаче и друге чланове посаде авиона) и леђни (за падобранце). Поред лиценцног, ова фабрика је производила и падобран „Спас” који је конструисао сувласник фирме Мирослав Дитрих. До 1941. године у овој фабрици произведено је око 2500 пилотских, извиђачких и десантних падобрана.

## Производња
После рата производња је обновљена 1947. године у национализованој и преименованој фабрици „Фрањо Клуз”, која се 1951. сели у Београд. До 1990. године у „Клузу” је произведено преко 44000 падобрана различитих намена - пилотских, десантних, резервних, кочећих, школских, спортских и др. Скоро 80 процената ове производње било је за извоз, а поред југословенског „Клузове” падобране користило је и РВ Совјетског Савеза.

## Коришћење
- Југославија
- СР Југославија
- Совјетски Савез